# Serramanna
Serramanna är en ort och kommun i provinsen Sydsardinien i regionen Sardinien i sydvästra Italien. Kommunen hade 9 110 invånare (2017).